# 8267 Kiss
8267 Kiss este o planetă minoră (asteroid) din centura de asteroizi. A fost descoperită pe 4 octombrie 1986 la Observatorul Kleť de Antonín Mrkos și a fost numită după John Z. Kiss⁠(d). 
Obiectul prezintă o orbită caracterizată de o semiaxă mare de 2,3174214 UAi, o excentricitate de 0,15, o înclinație de 3,1924 ° în raport cu ecliptica.